# Gushan (köpinghuvudort i Kina, Zhejiang Sheng, lat 28,98, long 120,16)
Gushan (kinesiska: 古山, 古山镇) är en köpinghuvudort i Kina. Den ligger i provinsen Zhejiang, i den östra delen av landet, omkring 140 kilometer söder om provinshuvudstaden Hangzhou. Antalet invånare är 60 674. Befolkningen består av 28 188 kvinnor och 32 486 män. Barn under 15 år utgör 16,0 %, vuxna 15-64 år 75 %, och äldre över 65 år 7,0 %.
Runt Gushan är det ganska tätbefolkat, med 230 invånare per kvadratkilometer. Närmaste större samhälle är Guli, 17,0 km sydväst om Gushan. I omgivningarna runt Gushan växer i huvudsak blandskog.
Genomsnittlig årsnederbörd är 2 368 millimeter. Den regnigaste månaden är juni, med i genomsnitt 417 mm nederbörd, och den torraste är januari, med 69 mm nederbörd.